# Galp Energia
Galp Energia is een geprivatiseerd Portugees bedrijf dat wereldwijd actief is in de olie- en gasindustrie. Het werd op 22 april 1999 opgericht onder de naam GALP - Petróleos e Gás de Portugal, SGPS, S.A., als combinatie van de oliemaatschappij Petrogal en het gasbedrijf Gás de Portugal. De merknaam "Galp" was al in 1978 gelanceerd door Petrogal.

## Activiteiten
Galp Energia is actief in de ganse keten vanaf de exploratie en het boren naar aardolie tot de distributie van aardgas en van brandstof in tankstations. De groep produceert ook elektriciteit, waaronder die uit windenergie.

### Upstream
In 2023 produceerde Galp Energia ongeveer 122.000 vaten olie-equivalent per dag. Het bedrijf is in drie landen actief, maar Brazilië is veruit de grootste producent binnen Galp. De belangrijkste olievelden van Galp lagen aanvankelijk in Angola waar het sinds 1982 actief is. In 2006 werd het grote Tupi-olieveld voor de Braziliaanse kust ontdekt en Brazilië heeft zich goed ontwikkeld en verdrong daarmee Angola als belangrijkste wingebied.  In februari 2023 maakte Galp de verkoop bekend van de upstream-activiteiten in Angola. Sociedade Petrolífera Angolana S.A. (SOLOIL) betaalt hiervoor direct US$ 655 miljoen en nog eens US$ 175 miljoen in 2024 en 2025 maar de hoogte van het bedrag is afhankelijk van de olieprijs. Het aandeel van Angola in de totale olieproductie van GALP was minder dan 10% in 2022.
In Mozambique participeert het bedrijf in grote offshore-gasvelden. Het veld kwam eind 2022 in productie en medio 2023 kwam Coral Sul FLNG in productie. Hier wordt aardgas vloeibaar gemaakt en het aandeel van Galp in de productie is zo'n 9000 vaten olie-equivalent per dag.
In 2023 werd gezocht naar olie en gas voor de kust van Namibië. Galp heeft een belang van 80% in de concessie Petroleum Exploration Licence 83 (PEL 83). Begin 2024 werd hier olievoorkomens aangetoond met twee proefboringen. De aanwezige hoeveelheid olie en gas in de bodem wordt geschat op minstens 10 miljard vaten olie-equivalent, een veelvoud van de bewezen en waarschijnlijk reserves van Galp per jaareinde 2023 (circa 0,6 miljard vaten). Vanwege de hoge investeringen die gedaan moeten worden om de energie naar boven te halen zoekt Galp partners. Het wil de helft van het belang, dat is 40%, verkopen en veel oliemaatschappijen hebben al interesse getoond.

### Downstream en retail
Het bezit een olieraffinaderij in Sines in Portugal met een capaciteit van 220.000 vaten olie per dag. De tweede raffinaderij in Matosinhos werd in 2021 gesloten en wordt gesloopt. De geraffineerde producten worden verkocht in Portugal en Spanje en ook in Afrika.
Eind 2022 baatte de groep 1475 tankstations uit in Spanje en Portugal. In Portugal heeft het bedrijf een marktaandeel van 28% in de markt voor olieproducten en in Spanje is het 4%. Er staan in Iberia ook ongeveer 2400 oplaadpunten voor elektrische voertuigen. Aardgas wordt betrokken uit Algerije via een pijpleiding en uit in vloeibare vorm uit Nigeria en de Verenigde Staten met gastankers, en verkocht aan klanten in Portugal en Spanje.
De voornaamste filialen van de groep zijn:
- Petróleos de Portugal - Petrogal (aardolie)
- Gás de Portugal (aardgas)
- Galp Power (elektriciteit en hernieuwbare energie)
- Galp Energia, S.A. (ondersteunende diensten).

## Aandeelhouders
Galp Energia is een naamloze vennootschap en de aandelen staan ter beurze genoteerd vanaf 23 oktober 2006. Ongeveer 60% van de aandelen worden verhandeld op de Euronext Lissabon. De koers wordt verrekend in de PSI-20 beursindex. Per eind 2023 was de grootste aandeelhouder Amorim Energia B.V. met een belang van 36%. Amorim Energia is een in Nederland gevestigd bedrijf dat op haar beurt weer voor 55% in handen van de Portugeese Américo Amorim Groep en de overige 45% is van Sonangol, de Angolese staatsoliemaatschappij. Verder is 8% in handen van Parpública, Participações Públicas, die de belangen van de Portugese staat behartigd.
AB Inbev ·
ABN AMRO ·
Accor ·
ADP ·
Adyen ·
AEGON ·
Ageas ·
Ahold Delhaize ·
AIB ·
Air Liquide ·
Airbus ·
Aker BP ·
AkzoNobel ·
ArcelorMittal ·
Argenx ·
ASMI ·
ASML ·
ASR Nederland ·
AXA ·
Banca Mediolanum ·
Banco BPM ·
Bank of Ireland ·
BioMérieux ·
BNP Paribas ·
Bouygues ·
Bureau Veritas ·
Capgemini ·
Carrefour ·
Crédit Agricole ·
Danone ·
Dassault Systèmes ·
DNB ·
DSM-Firmenich ·
EDP ·
Eiffage ·
Enel ·
ENGIE ·
Eni ·
Equinor ·
EssilorLuxottica ·
Eurofins Scientific ·
Euronext ·
Ferrari ·
FinecoBank ·
Galp Energia ·
Generali ·
Heineken ·
ING ·
Intesa Sanpaolo ·
INWIT ·
Ipsen ·
J. Martins ·
KBC ·
Kering ·
Kerry ·
Kingspan ·
Kongsberg Gruppen ·
KPN ·
Legrand ·
Leonardo ·
LVMH ·
Mediobanca ·
Michelin ·
Moncler ·
Mowi ·
NN Group ·
Norsk Hydro ·
Orange ·
Pernod Ricard ·
Philips ·
Poste Italiane ·
Prosus ·
Prysmian ·
Publicis ·
Recordati ·
Renault ·
Ryanair ·
Safran ·
Saint-Gobain ·
Sanofi ·
Schneider Electric ·
Shell ·
Snam ·
Société Générale ·
Sodexo ·
Stellantis ·
STMicroelectronics ·
Telenor ·
Tenaris ·
Terna ·
Thales ·
TotalEnergies ·
UCB ·
UMG ·
Unibail-Rodamco-Westfield ·
UniCredit ·
Unipol ·
Veolia Environnement ·
VINCI ·
Wolters Kluwer